# بولتانيا
ميّز عن برطانية (فرنسة)
بُلطانية أو (نقحرة: بولتانيا) (بالإسبانية: Boltaña)‏ التي عرفها المسلمون باسم بربطانية أو برطانية هي بلدية تقع في مقاطعة وشقة في منطقة أراغون بإسبانيا، وقد بلغ تعداد سكانها عام 2004 (وفقًا للمعهد الوطني للإحصائيات بإسبانيا) 870 نسمة.